# アエロバクチン
アエロバクチン(Aerobactin)は、大腸菌などで見られる細菌性の鉄キレート剤（シデロフォア）である。毒性因子であり、これによって大腸菌は泌尿器のような鉄の少ない環境でも鉄を得られるようになる
。
アエロバクチンは、アエロバクチン合成酵素によって触媒されるリシンの酸化によって生合成される。この酵素の遺伝子は、8kb長で合計5個以上の遺伝子を含むアエロバクチンオペロン中でみられる。
ペスト菌は、アエロバクチンに関連する遺伝子を持つが、フレームシフト突然変異のために不活化している。そのため、ペスト菌はアエロバクチンを合成できない。

## ホモログ
- リゾバクチン - シノリゾビウム属由来[6]
- アルカリギン - ボルデテラ属由来[6]